# Isabelle Druet
Pour les articles homonymes, voir Druet.
Isabelle Druet, née le 19 septembre 1979 à Niort (Deux-Sèvres), est une mezzo-soprano colorature française.

## Biographie
Isabelle Druet commence par être comédienne et fonde en 2000 une compagnie théâtrale « La Carotte » basée à Besançon où se mêlent des spectacles de théâtre, musique, danse et conte. Elle est titulaire d'une maîtrise sur la « construction du personnage à l'opéra ». Elle a suivi des masterclasses de René Jacobs, Agnès Mellon entre autres. En juin 2007 elle obtient un premier prix de chant à l'unanimité avec félicitations du jury au Conservatoire national supérieur de musique et de danse de Paris dans la classe d'Isabelle Guillaud. En 2007, elle a été élue « Révélation classique lyrique » de l'Adami et remporte le 2ème prix du prestigieux concours Reine Elisabeth en 2008.

## Carrière
- Elle a été Didon dans Didon et Énée de Henry Purcell, sous la direction  de Sébastien d'Hérin. Les Nouveaux Caractères et l'orchestre de Besançon-Montbéliard Franche-Comté. Angelina dans Cenerentola de Rossini.
- Zaïde dans l'Europe galante d'André Campra sous la direction de William Christie,
- Mme Larina dans Eugène Onéguine de Tchaïkovski.
- Elle a tenu le rôle de Ruggiero dans Alcina de Haendel  dans une production du Conservatoire national supérieur de musique et de danse de Paris et de la Cité de la musique à Paris
- 2005, Gloria de Vivaldi et Dixit Dominus de Scarlatti sous la direction de Jean-Philippe Sarcos avec l'Ensemble le Palais Royal.
- 2006-2007 elle interprète la Colpa dans la Vita Humana de Marco Marazzoli sous la direction de Vincent Dumestre. Poème Harmonique.
- Fin 2007, elle tient le rôle-titre dans la Périchole de Jacques Offenbach à Pau sous la direction de Samuel Jean. Orchestre de Pau Pays de Béarn
- janvier 2008, elle interprète les rôles de Charite et Mélisse dans Cadmus et Hermione de Lully à l'Opéra-comique sous la direction de Vincent Dumestre. Orchestre Poème Harmonique.
- avril 2008 elle chante sous la direction de William Christie au Carnegie Hall à New York avec Les Arts Florissants
- mai 2008, le jury du Concours musical international Reine-Élisabeth-de-Belgique lui attribue la deuxième place derrière le ténor hongrois Szabolcs Brickner.
- août 2008 elle chante Zoraïde dans Pirame et Thisbé de François Rebel et François Francoeur sous la direction de Daniel Cuiller. Orchestre Stradivaria.
- octobre 2008, elle est la Sagesse, Sidonie et Mélisse dans Armide de Lully au Théâtre des Champs-Élysées sous la direction de William Christie.
- novembre 2008, elle chante les Maeterlinck lieder de Zemlinsky avec l'Orchestre philharmonique de Liège.
- juillet-août 2009, elle est la troisième Dame dans Die Zauberflöte (La Flûte enchantée) de Mozart dirigée par René Jacobs, au Festival international d'art lyrique d'Aix-en-Provence.
- novembre 2009, elle est la troisième Dame dans Die Zauberflöte (La Flûte enchantée) de Mozart dirigée par René Jacobs, à la Philharmonie de Berlin et à la Salle Pleyel
- décembre : Au temps des Croisades de Claude Terrasse. Direction Christophe Grapperon. Compagnie les Brigands.
- janvier et février 2010  : elle est Arcabonne dans Amadis de Lully à l'Opéra d'Avignon et à l'Opéra de Massy sous la direction d'Olivier Schneebeli et l'orchestre des Musiques Anciennes et à Venir
- Sancho Pança de François-André Philidor sous la direction d'Hugo Reyne. Orchestre 'La Simphonie du Marais'
- Combattimento de Monteverdi et la Fiera di Farfa de Marazzoli. direction Vincent Dumestre. Poème Harmonique.
- du 28 janvier au 5 février 2011 elle chante le rôle titre dans Carmen  de Georges Bizet à l'opéra-théâtre de Metz.
- du 18 février au 4 mars 2011, elle est à nouveau Carmen, à l'opéra national de Lorraine à Nancy puis trois saisons au Deutsche Oper am Rhein.
- du 8 au 30 septembre 2011 est le page d'Herodias dans Salomé à l'Opéra de Paris (opéra Bastille).
- Le Prince Orfofsky dans Die Fledermaus à l'Opéra du Rhin.
- 2012 : Isabella dans l'Italienne à Alger à Metz. Climène dans l'Egisto de Cavalli avec le Poème Harmonique.
- Les Nations Galantes de Couperin avec les Ombres.
- Conception dans l'Heure Espagnole de Ravel.
- les 5 et 7 avril 2013 elle tient le rôle d'Orphée dans Orphée et Eurydice de Gluck dans la version révisée par Hector Berlioz, à l'Opéra de Limoges au côté de Marion Tassou dans le rôle d'Eurydice et de Marie-Bénédicte Souquet dans celui l'Amour.
- Les Nuits d'Eté de Berlioz. Leçons de Ténèbres de Couperin avec le Poème Harmonique.
- la Grande Duchesse d'Offenbach.

## Prix et distinctions
- 2006 : Premier prix du concours lyrique « Zonta Club » 2006 (Paris)
- 2007 : Révélation classique lyrique de l'Adami - (Paris)
- 2008 : 2e prix du Concours musical international Reine-Élisabeth-de-Belgique - (Bruxelles)
- 2010 : Victoires de la musique classique 2010 - Lauréate dans la catégorie « Révélation artiste lyrique »

## Discographie
- 2004 : Plaisir d'amour, avec Le Poème harmonique (CD ALPHA 513)
- 2008 : Concours Reine-Élisabeth 2008 (CD CMIREB)
- 2008 : Lully, Cadmus & Hermione, avec Le Poème harmonique (DVD ALPHA701)
- 2008 : Firenze 1616, avec Le Poème harmonique (CD ALPHA)
- 2010 : Mozart, ((Die Zauberflöte, avec René Jacobs (CD Harmonia Mundi  HMC 902068.70)
- 2010 : Monteverdi & Marazzoli, Combattimenti!, avec Le Poème harmonique (CD ALPHA172)
- 2011 : Sébastien de Brossard : Oratorios et Léandro, avec La Rêveuse (CD Mirare MIR125)
- 2011 : Jardin nocturne, mélodies de Berlioz, Chausson, Fauré, Hahn, Halphen, Massenet et Poulenc avec Johanne Ralambondrainy, piano (CD Aparté)
- 2011 : Luis de Briceno : El Fenix de Paris, avec le Poème harmonique (CD ALPHA)
- 2013 : Lully, Campra, Marie Mancini : Presque Reine Le premier amour de Louis XIV. Livre-disque Conte musical de Damien Pouvreau. Éditions Eveil et Découvertes
- 2013 : Bizet, Docteur Miracle (DVD)
- 2016 : Shakespeare Songs, avec Anne Le Bozec (CD NoMadMusic)
- 2016 : Clérambault, Miserere ; Couperin : Leçons de ténèbres (Le Poème harmonique) (CD Alpha)
- 2016 : Révolutions 1830-1848-1870
- 2016 : Lully, Phaéton